# Parque Regional de Calblanque
Parque Regional de Calblanque är en park i Spanien.   Den ligger i provinsen Murcia och regionen Murcia, i den sydöstra delen av landet, 400 km sydost om huvudstaden Madrid. Parque Regional de Calblanque ligger 91 meter över havet.
Terrängen runt Parque Regional de Calblanque är platt åt nordost, men åt sydväst är den kuperad. Havet är nära Parque Regional de Calblanque åt sydost.  Närmaste större samhälle är Atamaría, 5,8 km väster om Parque Regional de Calblanque. 